# فرانکو فراتینی
فرانکو فراتینی (ایتالیایی: Franco Frattini؛ زادهٔ ۱۴ مارس ۱۹۵۷ – درگذشتهٔ ۲۴ دسامبر ۲۰۲۲) یک سیاست‌مدار اهل ایتالیا بود که از تاریخ ۱۴ نوامبر ۲۰۰۲ تا تاریخ  ۱۸ نوامبر ۲۰۰۴ و بار دیگر از تاریخ  ۸ مه ۲۰۰۸ تا تاریخ ۱۶ نوامبر ۲۰۱۱ سمت وزارت امور خارجه و از تاریخ  ۱۷ ژانویه ۱۹۹۵ تا تاریخ  ۲۲ مارس ۱۹۹۶ سمت وزارت امور منطقه ای و کارکرد عمومی ایتالیا را برعهده داشت.